# カリブの海賊王
『カリブの海賊王』（カリブのかいぞくおう、原題: Blackbeard: The Real Pirate Of The Caribbean）は、イギリス・BBC製作のミニシリーズ。2006年3月2日に放送された。監督は リチャード・デイル、ティルマン・レミ

## あらすじ
実在の海賊の黒ひげの半生を、友人である航海士ハンズの視点から描かれている。

## 出演
- 黒ひげ - ジェームズ・ピュアフォイ（声：若本規夫）
- ギボンズ - ジェームズ・ヒラー（声：飯島肇）
- ハンズ -  マーク・ノーブル （声：牛山茂）
- アロット - アントニア・キャンベル・ヒューズ（声：笹川亜矢奈）
- ヴェイン - ジャック・ギャロウェイ（声： 星野充昭）